# Conacul poetului Costache Conachi
Conacul poetului Costache Conachi este un monument istoric aflat pe teritoriul satului Țigănești; comuna Munteni. La Conacul din Țigănești s-a născut la 14 septembrie 1778 Costache Conachi, cel mai reprezentativ poet al Moldovei din perioada de tranziție spre literatura modernă. Era al patrulea copil din prima căsătorie a vornicului Manolache Conachi cu Ileana, fiica vistierului Dinu Cantacuzino, La Țigănești poetul și-a petrecut o mare parte din viață, aici el a creat majoritatea poeziilor sale erotice și tot aici a încetat din viață la 4 februarie 1849. La Țigănești a fost montată la 1 decembrie 1973 o placă comemorativă cu următorul text: „În conacul care a fost pe acest loc a trăit logofătul Costache Conachi (1778-1849), precursor al poeziei moderne românești”.
După 1912 se construiesc două aripi laterale. După cutremurul din 1940, reparații în 1942. Conacul și partea de moșie de pe partea stângă a Bârladului a lui Costache Conachi va fi vândută, la 1881, lui Tache Anastasiu, personaj politic important, prefect al județului Tecuci, apoi deputat sau senator liberal pentru județele Tutova, Tecuci și Covurlui. Prin testamentul din 1897, Tache Anastasiu va lăsa moșia de la Țigănești, alături de alte proprietăți, Academiei Române.
După moartea sa, survenită în anul 1900, Academia Română a înființat Fundația „Dimitrie Tache Anastasiu”, prin care la conacul de la Țigănești s-a deschis Școala de Agricultură a Academiei. Până în 1912, conacul nu va mai cunoaște modificări esențiale. Academia Româna a construit în acest an cele două aripi laterale, modificând totodată și fațada. După cutremurul din 1940, clădirea a fost afectată, însă Academia o va repara în 1942. Școala de Agricultură a Academiei intră sub tutela Ministerului Agriculturii, din 1967, devenind “Centrul Școlar Agricol”, transformat ulterior în Liceul Agricol Tecuci. Sediul IAS Tecuci după mutarea Liceului Agricol în oraș, iar din 1974, a trecut în administrarea Combinatului Siderurgic Galați. În 1999, conacul a fost trecut în proprietatea SC Dunasi SA Galați, societate desprinsă din Sidex.

## Poarta conacului
Poarta conacului poetului Costache Conachi este de asemenea monument istoric, cu codul  GL-II-m-B-03123. Ruinele arcului de triumf care se văd astăzi reprezintă un fel de poartă domnească este concepută în stil gotic. În prezent se păstrează arcada principală care are la partea superioară un arc ogival. Ca ornamente de stil gotic se găsesc rozete în stare fragmentară precum și diferite profile specifice acestui stil. 

## Galerie

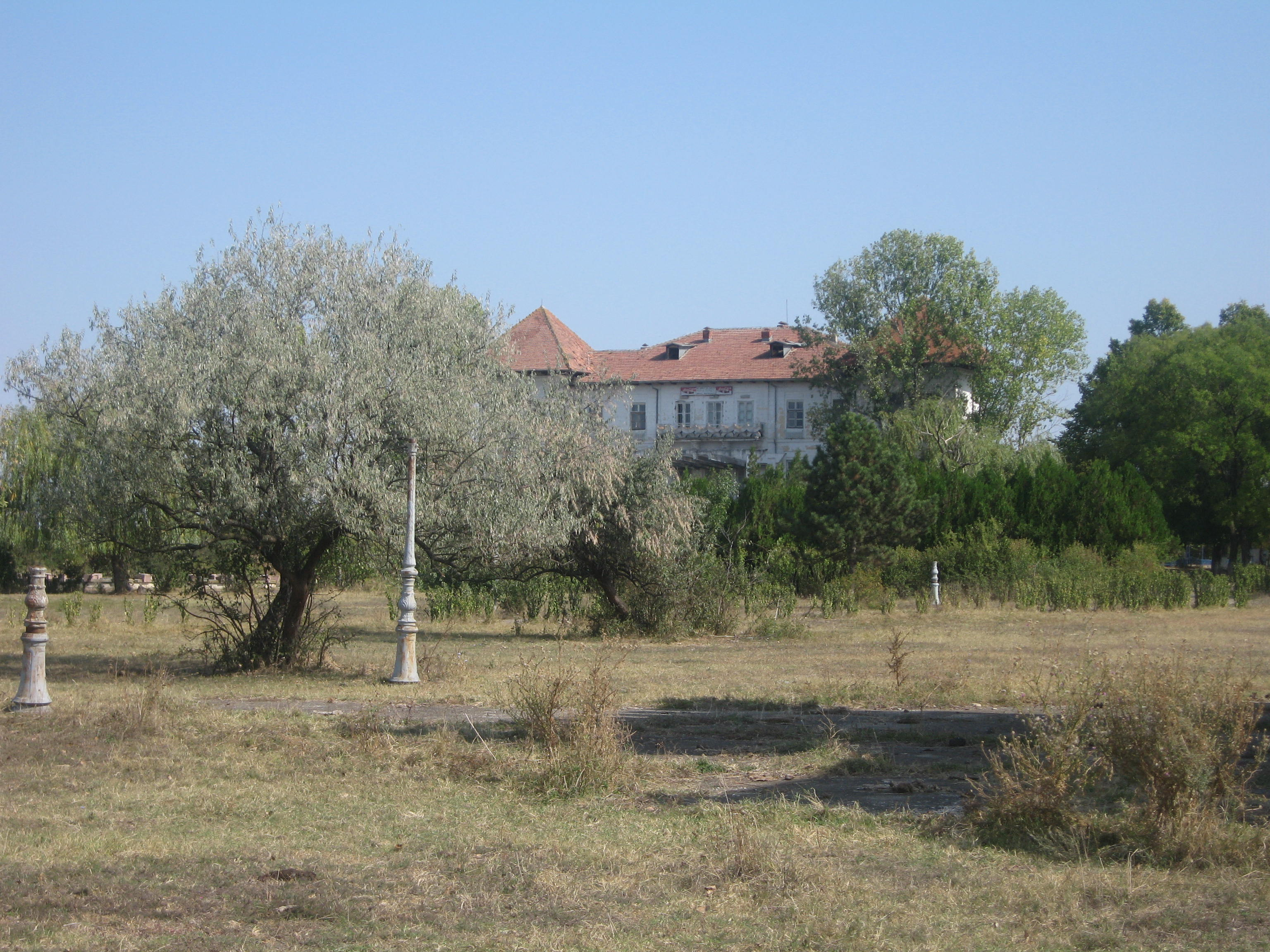
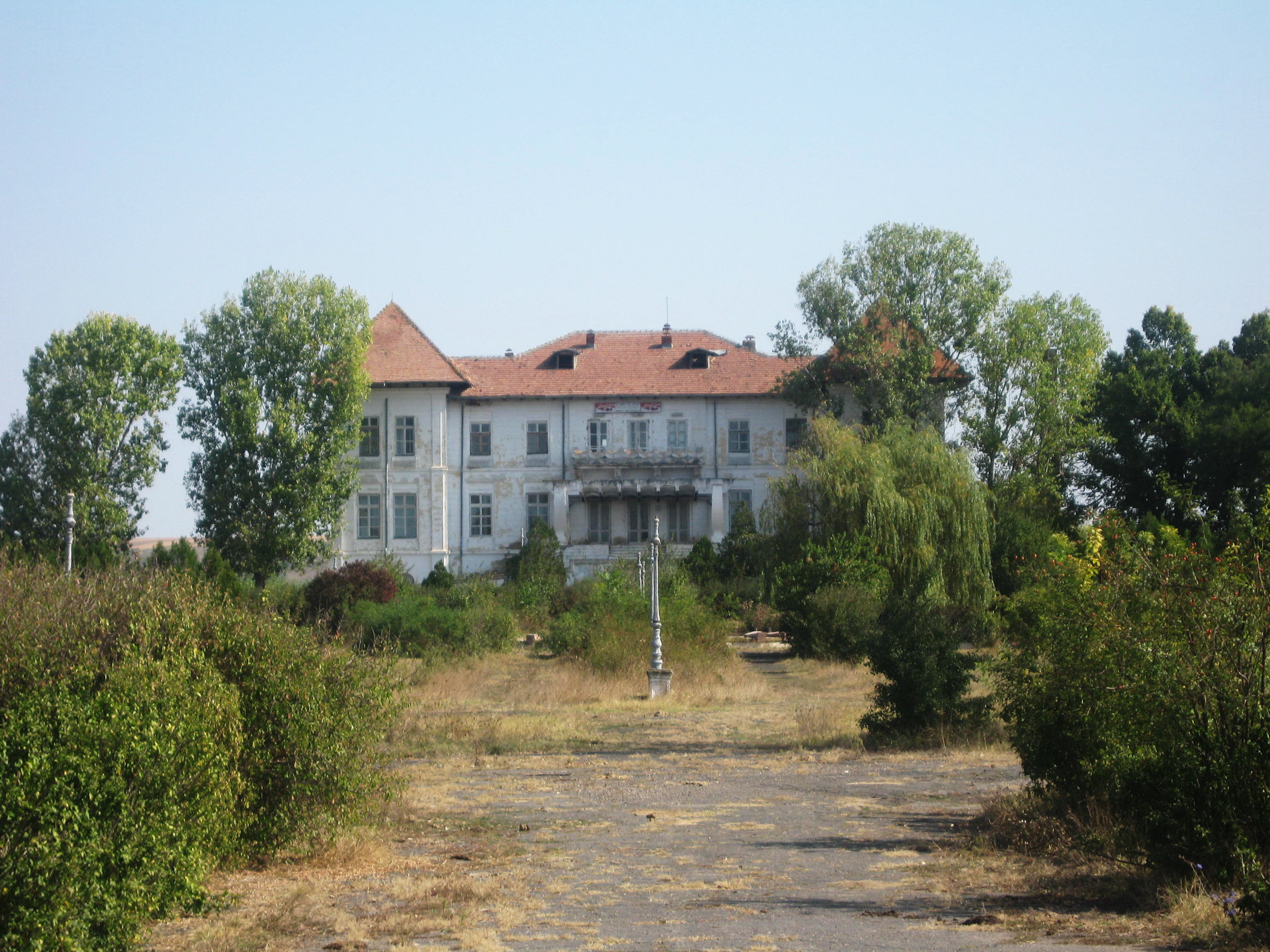
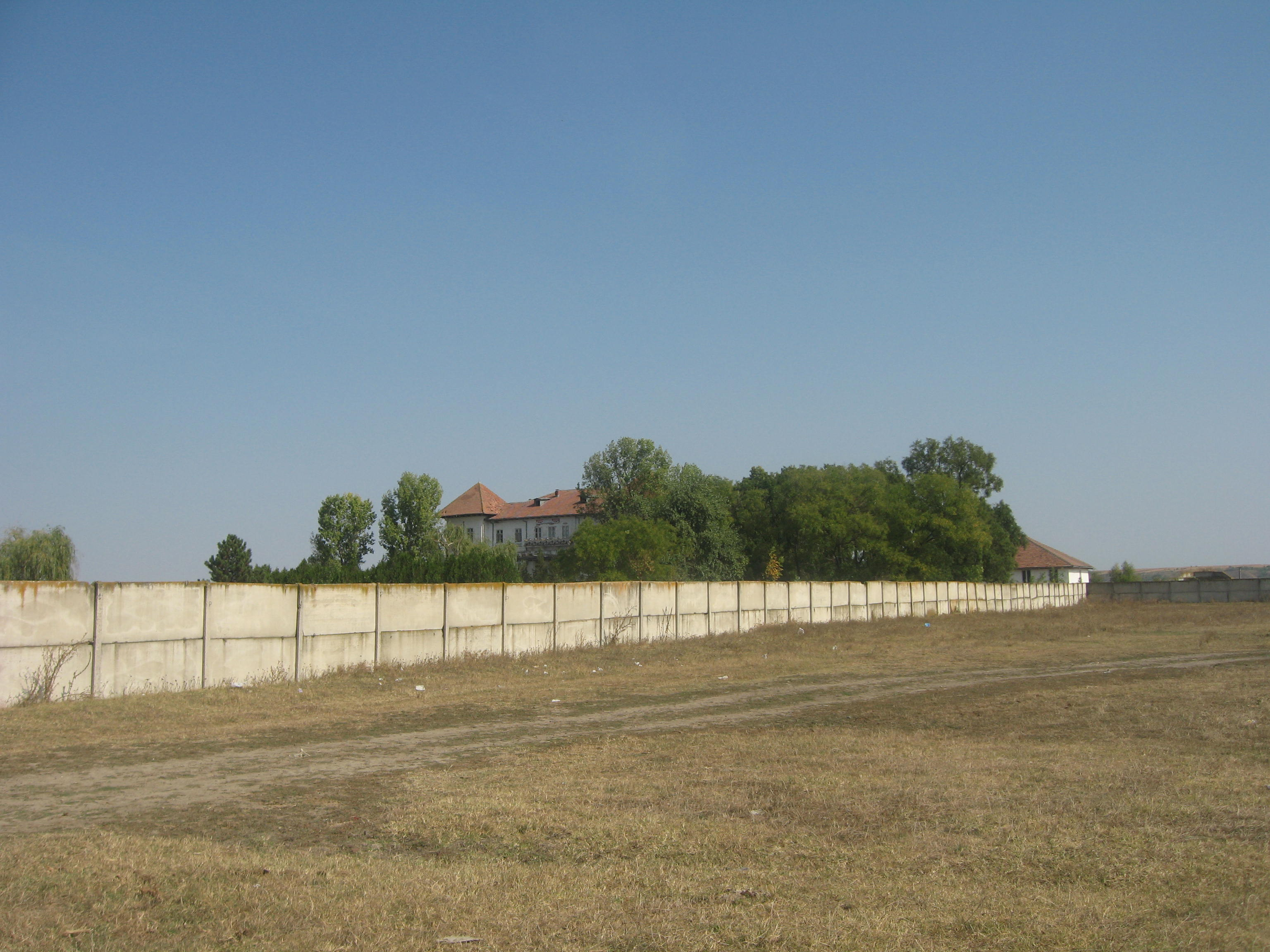
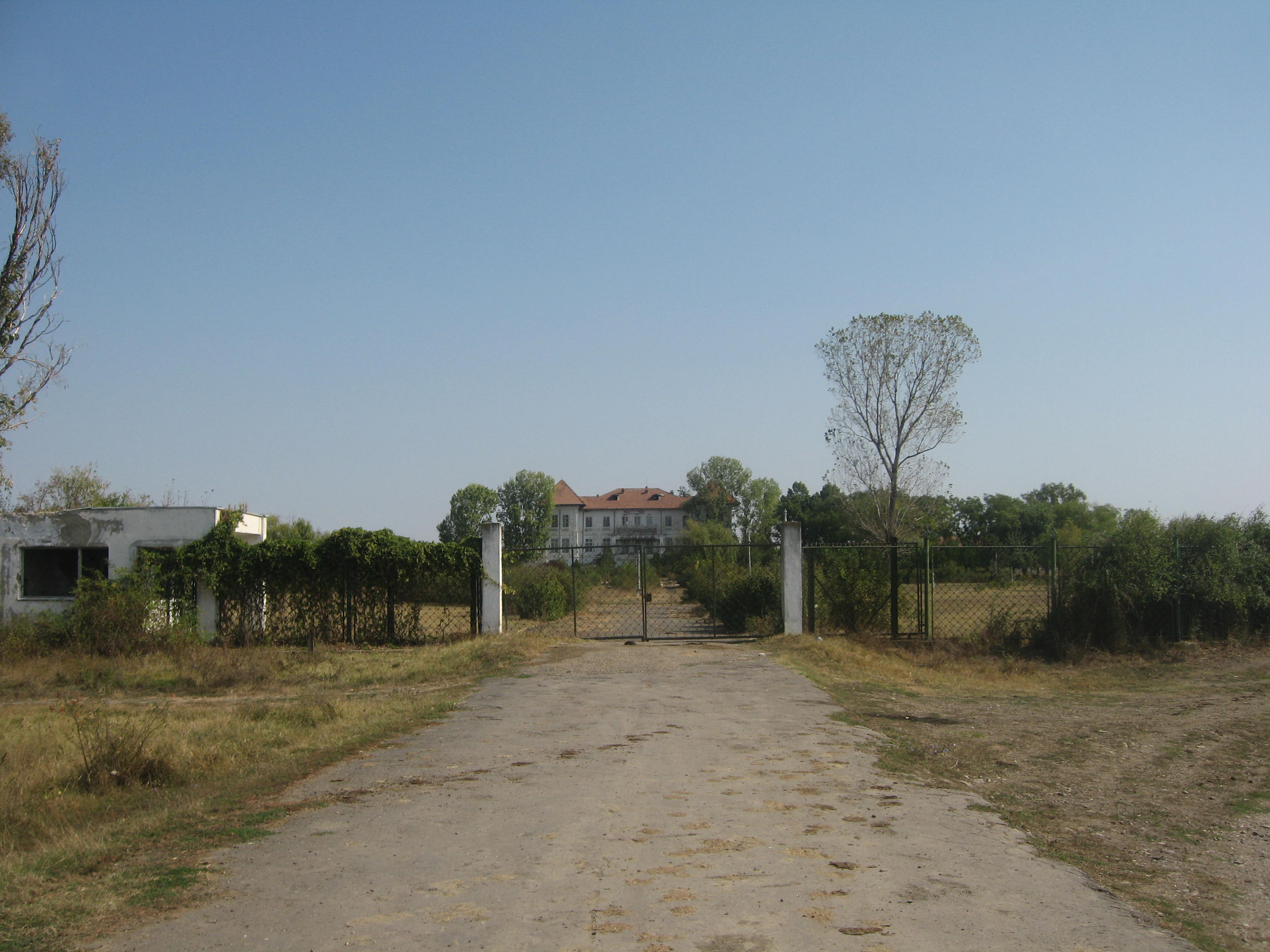
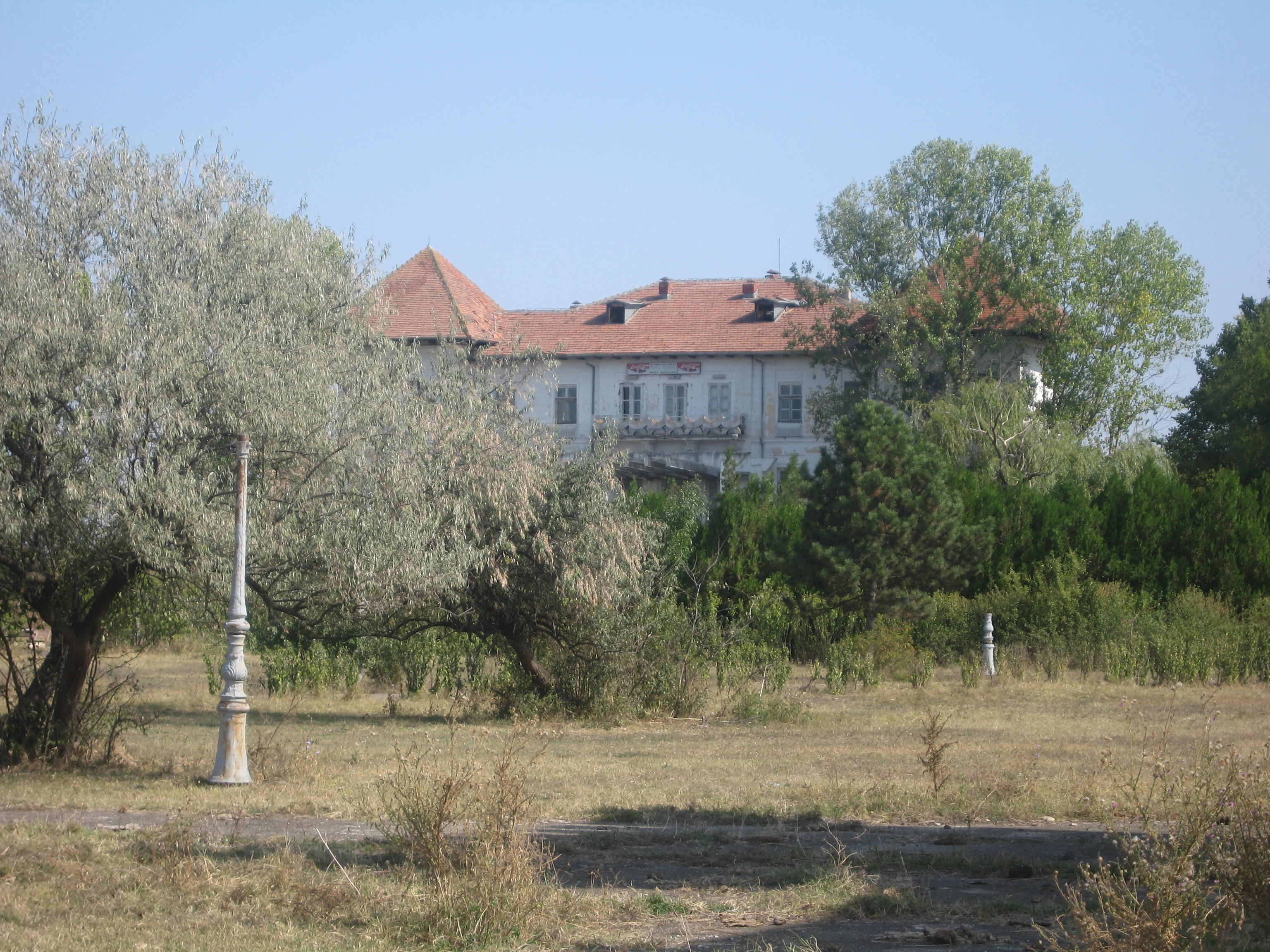